# ロドニー・A・グラント
ロドニー・アーノルド・グラント（Rodney Arnold Grant、1959年3月9日 - ）は、アメリカ合衆国の俳優。
ネブラスカ州サーストン郡メイシー出身。ネイティブ・アメリカンのオマハ族。
西部劇やネイティブ・アメリカンを題材とした作品に多く出演、映画『ダンス・ウィズ・ウルブズ』のインディアンの青年“風になびく髪”役で知られる。

## 主な出演作品

### 映画
- パウワウ・ハイウェイ Powwow Highway (1988)
- ダンス・ウィズ・ウルブズ Dances with Wolves (1990)
- ドアーズ The Doors (1991)
- ジェロニモ Geronimo: An American Legend (1993)
- フリーライド F.T.W. (1994)
- ビッグ・ランニング Wagons East (1994)
- 野獣教師 The Substitute (1996)
- バニシング・ポイント 激走2000キロ Vanishing Point (1997) テレビ映画
- ジャック・ブル The Jack Bull (1999) テレビ映画
- ワイルド・ワイルド・ウエスト Wild Wild West (1999)
- ゴースト・オブ・マーズ Ghosts of Mars (2001)
- アメリカ、家族のいる風景 Don't Come Knocking (2005)
- ダーク・ブラッド Dark Blood (2012)

### テレビドラマ
- サン・オブ・ザ・モーニング・スター/悲劇の将軍カスター Son of the Morning Star (1991) ミニシリーズ
- MR.レジェンド/ヒーローは“ノンフィクション” Legend (1995)
- 騎馬警官 Due South (1996)
- スターゲイト SG-1 Stargate SG-1 (1998)